# 口笛に咲く花
「口笛に咲く花」（くちぶえにさくはな）は、Kiss Destinationが2000年10月25日にリリースした8枚目（メジャーデビュー以前から通算すると13枚目）のシングル。

## 内容
Rojam Entertainmentのホームページ「ROJAM.COM」上で通信販売されたシングルで、一般販売は行われていない。また、CDの発売同日から「ROJAM.COM」上で楽曲の無料ダウンロード配信が行われていた。
マルサンアイ豆乳CMソング。
吉田の言葉数の少ない歌詞に興味が湧いて、それをみながらピアノに座ると歌詞を一言一句変えることなくすぐにメロディが出来上がった。小室は「『詩』じゃなくて『詞』になっていた。音数・音の高低差等の色々な制約に対する手法を掴んでいた」と話している。

## 収録曲
| 全作詞: 吉田麻美、全作曲・編曲: 小室哲哉。 |                                    |          |            |      |
| #                                          | タイトル                           | 作詞     | 作曲・編曲 | 時間 |
| 1.                                         | 「口笛に咲く花 (TK Original Mix)」 | 吉田麻美 | 小室哲哉   | 5:47 |
| 2.                                         | 「口笛に咲く花 (Bahama '99 Mix)」  | 吉田麻美 | 小室哲哉   | 6:31 |
| 3.                                         | 「口笛に咲く花 (TV Mix)」          | 吉田麻美 | 小室哲哉   | 5:46 |
| 4.                                         | 「口笛に咲く花 (Acappella)」       | 吉田麻美 | 小室哲哉   | 4:45 |
| 合計時間:                                  | 合計時間:                          | 22:49    |            |      |

## クレジット
- Produced, Performed : 小室哲哉
- Mixed : 小室哲哉

## 収録アルバム
口笛に咲く花
- AMARETTO（アルバムバージョンで収録）